# Barcy
Barcy és un municipi francès, situat al departament del Sena i Marne i a la regió d'Illa de França. L'any 2007 tenia 224 habitants.
Forma part del cantó de Claye-Souilly, del districte de Meaux i de la Comunitat d'aglomeració del Pays de Meaux.

## Demografia

### Població
El 2007 la població de fet de Barcy era de 224 persones. Hi havia 88 famílies, de les quals 16 eren unipersonals (8 homes vivint sols i 8 dones vivint soles), 36 parelles sense fills, 32 parelles amb fills i 4 famílies monoparentals amb fills.
La població ha evolucionat segons el següent gràfic:
Habitants censats

### Habitatges
El 2007 hi havia 91 habitatges, 86 eren l'habitatge principal de la família, 1 era una segona residència i 3 estaven desocupats. 90 eren cases i 1 era un apartament. Dels 86 habitatges principals, 75 estaven ocupats pels seus propietaris i 12 estaven llogats i ocupats pels llogaters; 2 tenien dues cambres, 7 en tenien tres, 18 en tenien quatre i 60 en tenien cinc o més. 69 habitatges disposaven pel capbaix d'una plaça de pàrquing. A 28 habitatges hi havia un automòbil i a 52 n'hi havia dos o més.

### Piràmide de població
La piràmide de població per edats i sexe el 2009 era:
| Homes | Edats   | Dones |
| ----- | ------- | ----- |
| 0     | 95 o +  | 0     |
| 0     | 90 a 94 | 0     |
| 0     | 85 a 89 | 0     |
| 0     | 80 a 84 | 0     |
| 0     | 75 a 79 | 12    |
| 0     | 70 a 74 | 0     |
| 12    | 65 a 69 | 20    |
| 0     | 60 a 64 | 0     |
| 12    | 55 a 59 | 8     |
| 16    | 50 a 54 | 8     |
| 4     | 45 a 49 | 8     |
| 8     | 40 a 44 | 8     |
| 12    | 35 a 39 | 0     |
| 4     | 30 a 34 | 12    |
| 4     | 25 a 29 | 4     |
| 12    | 20 a 24 | 12    |
| 8     | 15 a 19 | 0     |
| 12    | 10 a 14 | 8     |
| 4     | 5 a 9   | 4     |
| 4     | 0 a 4   | 0     |

## Economia
El 2007 la població en edat de treballar era de 148 persones, 115 eren actives i 33 eren inactives. De les 115 persones actives 109 estaven ocupades (56 homes i 53 dones) i 6 estaven aturades (2 homes i 4 dones). De les 33 persones inactives 8 estaven jubilades, 17 estaven estudiant i 8 estaven classificades com a «altres inactius».

### Ingressos
El 2009 a Barcy hi havia 91 unitats fiscals que integraven 246 persones, la mediana anual d'ingressos fiscals per persona era de 20.292 €.

### Activitats econòmiques
Dels 7 establiments que hi havia el 2007, 1 era d'una empresa extractiva, 1 d'una empresa de fabricació de material elèctric, 1 d'una empresa de construcció, 2 d'empreses de transport, 1 d'una empresa de serveis i 1 d'una empresa classificada com a «altres activitats de serveis».
L'únic servei als particulars que hi havia el 2009 era una perruqueria.
L'any 2000 a Barcy hi havia 8 explotacions agrícoles.

## Equipaments sanitaris i escolars
El 2009 hi havia una escola elemental integrada dins d'un grup escolar amb les comunes properes formant una escola dispersa.

## Poblacions més properes
El següent diagrama mostra les poblacions més properes.